# Tuyến 2A (Đường sắt đô thị Hà Nội)
Tuyến 2A: Cát Linh – Hà Đông – Xuân Mai là một tuyến metro thuộc hệ thống mạng lưới Đường sắt đô thị Hà Nội, được đầu tư xây dựng bởi Bộ Giao thông Vận tải và vốn vay ODA của Trung Quốc ký năm 2008. Được khởi công xây dựng từ tháng 10 năm 2011, toàn tuyến có tổng chiều dài là 13,05 km với 12 ga trên cao, với hướng tuyến từ ga Cát Linh ở quận Đống Đa và kết thúc ở ga Yên Nghĩa ở quận Hà Đông. Ngoài thiết kế ban đầu, Bộ Giao thông Vận tải còn có dự định kéo dài tuyến thêm 20 km từ ga Yên Nghĩa tới Xuân Mai trong tương lai.
Do trong quá trình thi công và thử nghiệm còn gặp nhiều rào cản, dự án đã có 8 lần thay đổi tiến độ hoàn thành và khai thác thương mại. Dự kiến bắt đầu khai thác từ 2015, tuy nhiên vì những vấn đề về chậm giải phóng mặt bằng của chính quyền Hà Nội, tính hợp tác với nhà thầu là Tập đoàn Xây dựng đường sắt số 6 của Trung Quốc, và tính bất cập trong công tác nghiệm thu (xây dựng theo công nghệ Trung Quốc nhưng Hà Nội lại muốn nghiệm thu theo công nghệ Châu Âu) nên đến tháng 11/2021 tuyến đường sắt này mới chính thức bắt đầu khai thác thương mại.
Ngày 29 tháng 10 năm 2021, 9 thành viên Hội đồng kiểm tra Nhà nước đã chấp thuận đồng ý kết quả nghiệm thu có điều kiện, đưa công trình đường sắt đô thị tuyến 2A vào khai thác giai đoạn đầu. Vào lúc 7 giờ ngày 6 tháng 11 năm 2021, Tuyến 2A chính thức bắt đầu khai thác thương mại sáng cùng ngày và được miễn phí 15 ngày đầu tàu chạy.

## Vốn
Dự án có tổng mức đầu tư ban đầu là 8 770 tỷ đồng. Sau nhiều lần điều chỉnh và đội vốn do chậm trễ tiến độ, dự án đã tăng tổng mức đầu tư lên 868,04 triệu USD (22 521 tỷ VND), trong đó, phần vốn vay ODA Trung Quốc là 669,62 triệu USD (hơn 15 579 tỷ VND).

## Tổng quan thiết kế
Tuyến 2A đoạn Cát Linh – Hà Đông có tổng chiều dài là 13,05 km và hoàn toàn đi trên cao với 12 nhà ga. Hướng tuyến bắt đầu từ Ga Cát Linh – điểm đầu của tuyến được đặt tại nút giao giữa phố Cát Linh và đường Giảng Võ. Tuyến đường sắt đi dọc theo các phố Hào Nam, Hoàng Cầu, Yên Lãng tới đường Láng, sau đó chạy ngang qua sông Tô Lịch, chạy dọc theo trục đường Nguyễn Trãi – Trần Phú – Quang Trung và kết thúc tại ga Yên Nghĩa – đối diện Bến xe Yên Nghĩa.

## Đầu máy toa xe
Tuyến 2A hiện đang được vận hành bởi 13 đoàn tàu công nghệ cao dòng BDK02 loại B1 do BSR sản xuất. Mỗi đoàn tàu gồm 4 toa có khả năng chuyên chở tối đa 1 362 hành khách. 

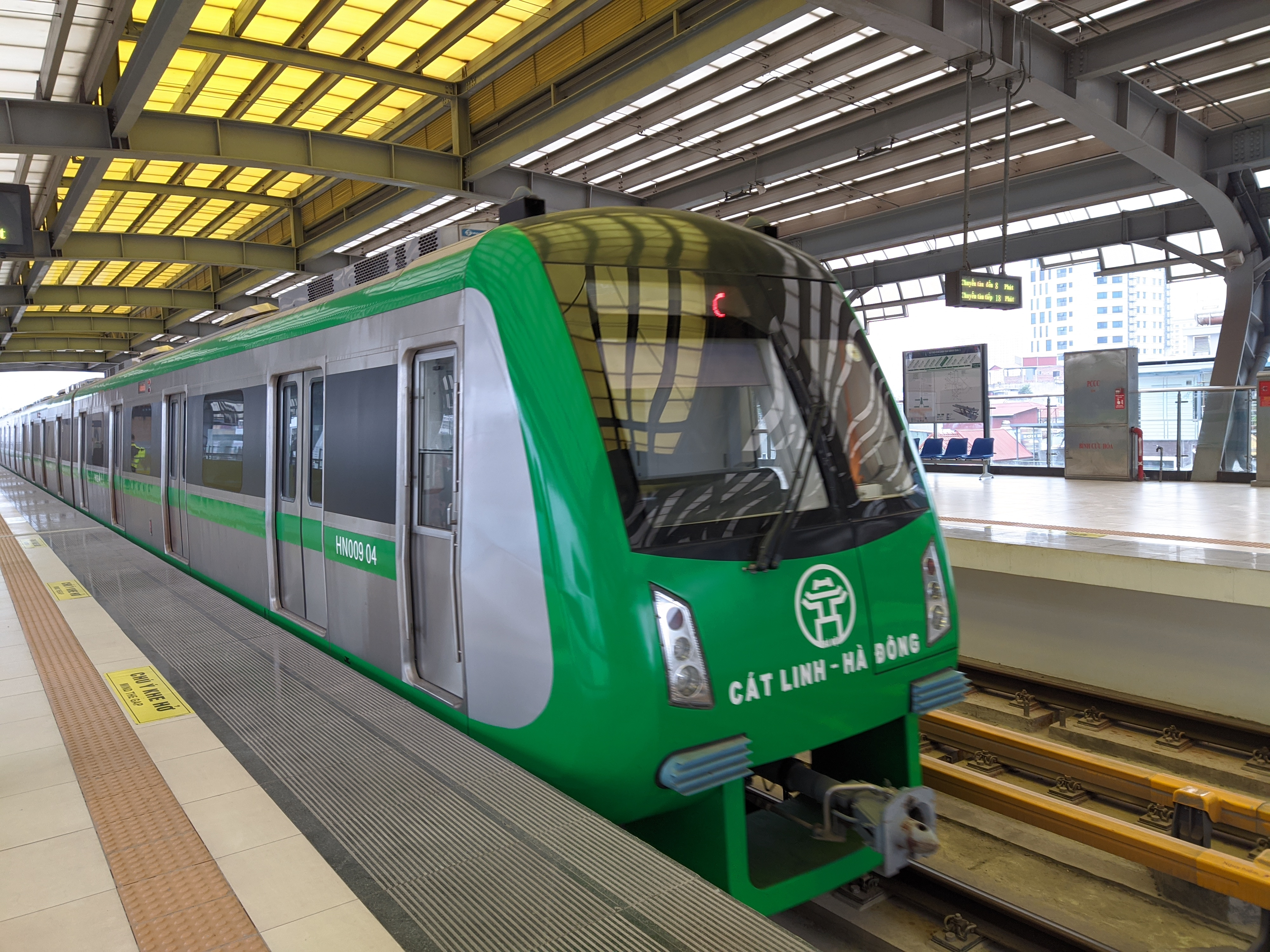
Đoàn tàu 4 toa do BSR (Beijing Subway Rolling Stock) sản xuất trên tuyến 2A

## Nhà ga
Các nhà ga của Tuyến 2A được thiết kế đảm bảo sự kết nối hài hòa với các tuyến đường sắt đô thị khác trong tương lai, và các trạm xe buýt dọc tuyến, nhằm tạo điều kiện cho người dân dễ dàng lựa chọn lộ trình và hình thức di chuyển thích hợp.
- Dọc Tuyến kết nối với Tuyến buýt nhanh số 01 (BRT 01): tại các ga Yên Nghĩa, ga Văn Khê, ga La Khê và ga Cát Linh.
- Ga Cát Linh: Kết nối với Tuyến 3, đoạn Nhổn – ga Hà Nội.
- Ga Thượng Đình: Kết nối với Tuyến 2, đoạn Trần Hưng Đạo – Thượng Đình – Hoàng Quốc Việt.
- Ga Yên Nghĩa: Kết nối với bến xe khách Yên Nghĩa (phía Tây Nam của Thủ đô).
- Trong tương lai, Tuyến 2A sẽ kết nối với các Tuyến 4 (Mê Linh – Liên Hà) và Tuyến 8 (Sơn Đồng – Dương Xá). Ngoài thiết kế ban đầu, Bộ Giao thông Vận tải còn có dự định kéo dài Tuyến 2A thêm 20 km qua từ ga Yên Nghĩa tới Xuân Mai.[4]

Dưới đây là danh sách các nhà ga trên tuyến:
| Ký hiệu | Tên ga       | Tên ga       | Tuyến trung chuyển        | Tuyến xe buýt                                           | Khoảng cách (km) | Khoảng cách (km) | Khu vực    | Khu vực          |
| Ký hiệu | Tiếng Việt   | Tiếng Anh    | Tuyến trung chuyển        | Tuyến xe buýt                                           | Ga trước         | Ga Cát Linh      | Quận       | Phường           |
| ------- | ------------ | ------------ | ------------------------- | ------------------------------------------------------- | ---------------- | ---------------- | ---------- | ---------------- |
| T2A01   | Cát Linh     | Cat Linh     | T3 Tuyến 3                |                                                         | 0,0              | 0,0              | Đống Đa    | Cát Linh         |
| T2A02   | La Thành     | La Thanh     |                           | 23, 25, 28, 30, 49, 50, 99                              | 0,9              | 0,9              | Đống Đa    | Ô Chợ Dừa        |
| T2A03   | Thái Hà      | Thai Ha      |                           |                                                         | 0,9              | 1,8              | Đống Đa    | Trung Liệt       |
| T2A04   | Láng         | Lang         |                           | 9B, 16, 24, 27                                          | 1,0              | 2,8              | Đống Đa    | Thịnh Quang      |
| T2A05   | Thượng Đình  | Thuong Dinh  | T2 Tuyến 2                |                                                         | 1,2              | 4,0              | Thanh Xuân | Thượng Đình      |
| T2A06   | Vành đai 3   | Ring Road 3  | T8 Tuyến 8                | 1, 2, 5, 19, 21, 22B/C, 27, 29, 39, 60, 105, 161 (CNG5) | 1,0              | 5,0              | Thanh Xuân | Thanh Xuân Trung |
| T2A07   | Phùng Khoang | Phung Khoang |                           |                                                         | 1,4              | 6,4              | Hà Đông    | Mộ Lao           |
| T2A08   | Văn Quán     | Van Quan     |                           |                                                         | 1,1              | 7,5              | Hà Đông    | Văn Quán         |
| T2A09   | Hà Đông      | Ha Dong      |                           |                                                         | 1,3              | 8,8              | Hà Đông    | Quang Trung      |
| T2A10   | La Khê       | La Khe       |                           | BRT                                                     | 1,1              | 9,9              | Hà Đông    | Phú La           |
| T2A11   | Văn Khê      | Van Khe      | Tuyến Bắc Hồng – Văn Điển | BRT                                                     | 1,4              | 11,3             | Hà Đông    | La Khê           |
| T2A12   | Yên Nghĩa    | Yen Nghia    |                           | BRT                                                     | 1,0              | 12,3             | Hà Đông    | Yên Nghĩa        |

## Depot
Depot hiện tại của Tuyến 2A được đặt tại phường Phú Lương, quận Hà Đông với diện tích khoảng 19,6 ha, bao gồm các hạng mục chính như: Trung tâm điều hành vận tải OCC, xưởng bảo trì đoàn tàu, bãi tập kết tàu, bãi thử tàu, tòa nhà hành chính, trung tâm đào tạo, nhà kho...

## Lịch sử

### Phát triển

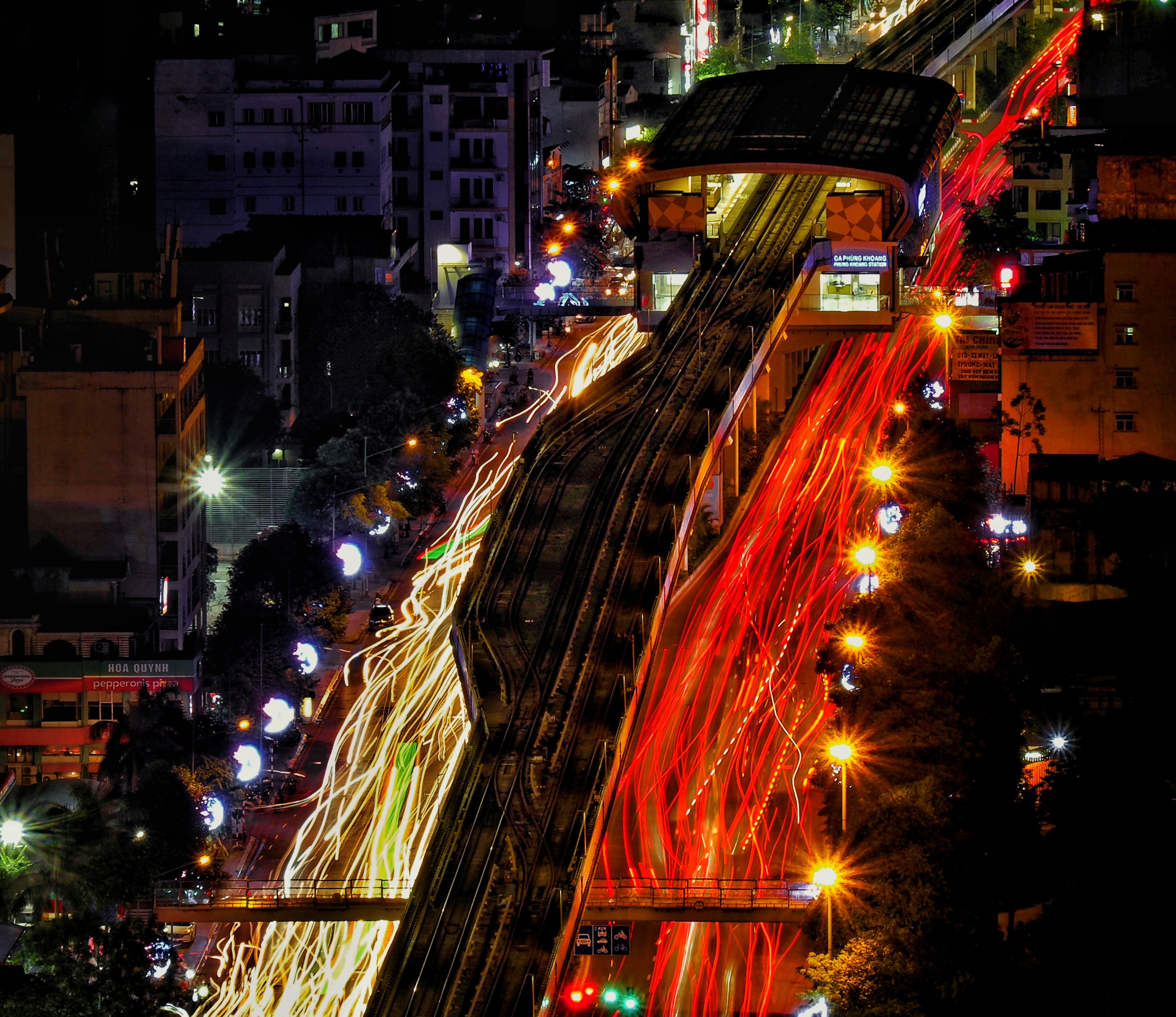
Khu vực Ga Phùng Khoang vào giờ cao điểm.

Ý tưởng thực hiện tuyến đường sắt đô thị Cát Linh – Hà Đông xuất hiện từ năm 2003, khi Hà Đông vẫn còn là trung tâm của tỉnh Hà Tây và là thành phố gần Hà Nội nhất, và hướng đi Hà Đông lại khó mở rộng do vướng các công trình hai bên đường Nguyễn Trãi. Dự án đường sắt Cát Linh – Hà Đông được kỳ vọng là cầu nối liên kết vùng, để giải quyết áp lực giao thông và áp lực dân số của hai thành phố. Tháng 10 năm 2004, Văn phòng Chính phủ phê duyệt thoả thuận hợp tác xây dựng tuyến đường sắt đô thị thí điểm Hà Nội – Hà Đông giữa Cục Đường sắt Việt Nam và Tập đoàn Xây dựng đường sắt số 6 Trung Quốc.

Tháng 7 năm 2008, Thủ tướng chính phủ phê duyệt Quy hoạch phát triển giao thông vận tải Thủ đô Hà Nội đến năm 2020, trong đó có tuyến đường sắt đô thị Hà Nội – Hà Đông. Tháng 12 cùng năm, Bộ Giao thông Vận tải chấp thuận kế hoạch đấu thầu dự án Cát Linh – Hà Đông mà Cục Đường sắt Việt Nam đã đề nghị.

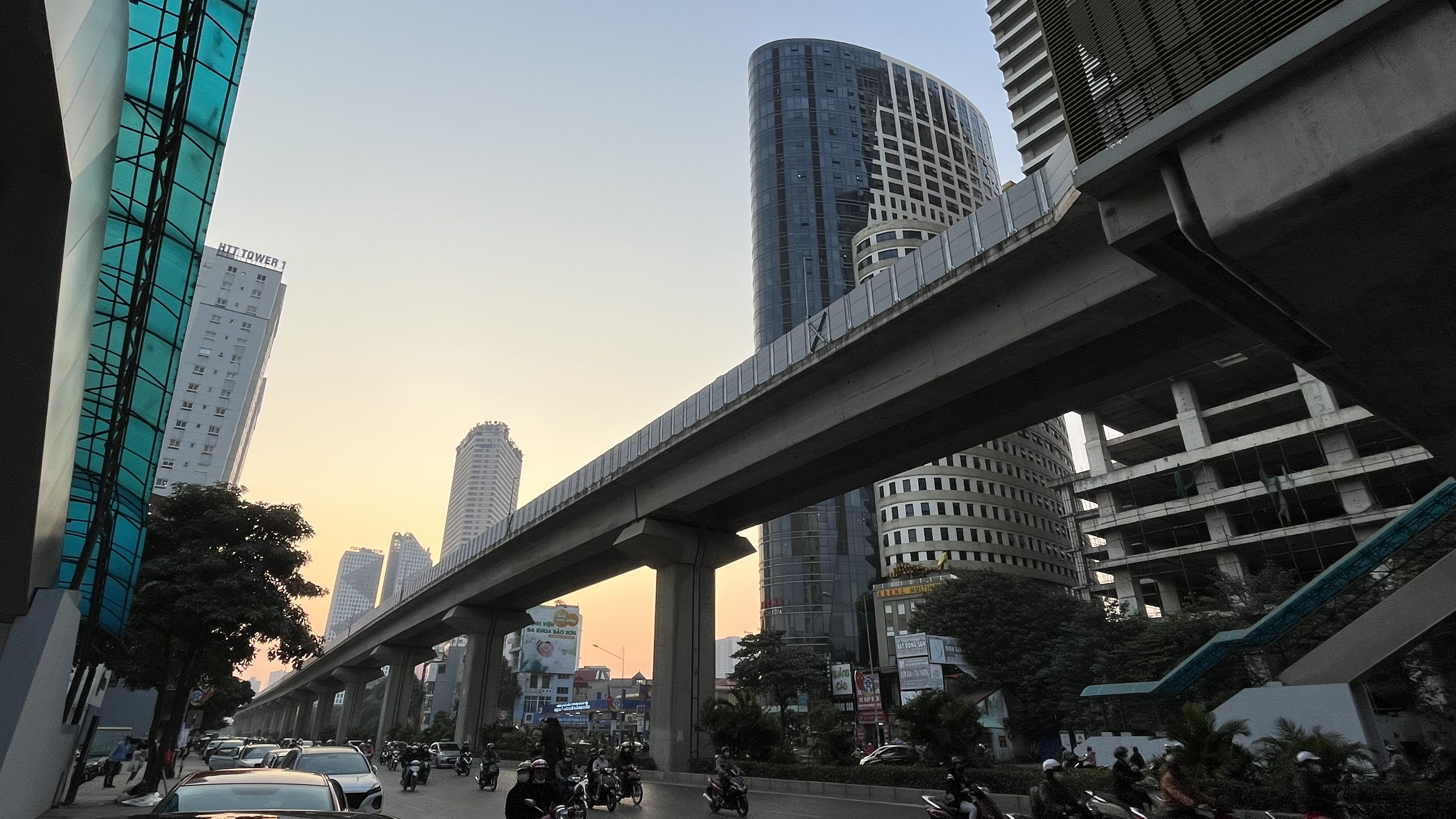
Tuyến 2A chạy dọc đường Trần Phú.

### Thi công
Dự án được khởi công xây dựng vào tháng 10 năm 2011, với tổng mức đầu tư 552,86 triệu USD (8 770 tỷ VND), trong đó vốn vay tín dụng ưu đãi của Chính phủ Trung Quốc là 1,2 tỷ RMB (169 triệu USD), vốn vay ưu đãi bên mua là 250 triệu USD và vốn đối ứng của Chính phủ Việt Nam là hơn 2 100 tỷ đồng. Tuy nhiên, những hạng mục đầu tiên của dự án tại hồ Đống Đa và đường Hoàng Cầu đã được tổ chức thi công trước từ tháng 4 năm 2010 nhằm đồng bộ với hạng mục kè hồ, cải tạo thoát nước của thành phố. Dự án dự kiến được hoàn tất vào tháng 6 năm 2014 và đưa vào khai thác thương mại từ tháng 6 năm 2015. Đây là tuyến đường sắt đô thị thứ hai được khởi công, sau khi Tuyến 3 vừa được khởi công trước đó vào tháng 9 năm 2010. Năm 2014, Ban Quản lý Đường sắt đô thị Hà Nội trình điều chỉnh dự án và tổng mức đầu tư của tuyến đường tăng lên 868,04 triệu USD (18 001,6 tỷ VND) do thay đổi, điều chỉnh, bổ sung phát sinh so với thiết kế cơ sở, biến động giá nguyên, vật liệu, tỷ giá quy đổi, chế độ chính sách và giải phóng mặt bằng kéo dài nên phía tổng thầu Trung Quốc đề nghị điều chỉnh kinh phí.
Tháng 11 năm 2014, một tai nạn thi công trên đường Nguyễn Trãi đã khiên dự án phải đẩy lùi thời gian vận hành thương mại xuống cuối tháng 12 năm 2015. Tháng 12 cùng năm, một giàn giáo tại công trường ga Văn Quán bị sập khiến một taxi bị mắc kẹt, Bộ Giao thông Vận tải đình chỉ thi công dự án trong 1 tháng và yêu cầu rà soát các hạng mục về phương án tổ chức thi công. Tháng 7 năm 2015, tiến độ các gói thầu đều chậm và chưa đáp ứng được tiến độ, dự án tiếp tục đẩy lùi thời gian vận hành thưong mại xuống tháng 6 năm 2016. Tới tháng 10 cùng năm, thanh tra của Bộ Lao động – Thương binh và Xã hội công bố hàng loạt vi phạm trong hợp đồng lao động và an toàn lao động của Tập đoàn Xây dựng đường sắt số 6, đồng thời yêu cầu doanh nghiệp phải thực hiện các kiến nghị của Thanh tra và báo cá sau thời gian tối đa 45 ngày. Tháng 9 năm 2016, với lý do biến động giá và chờ Bộ Tài chính thẩm định nên thời gian vận hành đoàn tàu bị lùi sang tháng 10 năm 2017. Tuy nhiên tới tháng 9 năm 2017, do thiếu vốn và China Eximbank vẫn chưa được giải ngân vốn đầy đủ nên tiến độ thi công dự án vẫn đang bị chậm. Nhiều hạng mục như khu depot, nhà điều hành, nhà xưởng đều chưa xong các hạng mục cơ bản, một số nhà ga chưa xong phần xây dựng. Tháng 4 năm 2018, trên cơ sở đề xuất của Bộ Giao thông Vận tải, Thủ tướng Chính phủ cho phép dự án được vận hành thử nghiệm vào tháng 9 năm 2018 và khai thác thương mại vào cuối năm 2018.
Dự án được đóng điện lưới quốc gia từ đầu tháng 7 năm 2018 nhằm phục vụ mục đích chạy thử nghiệm. Tới ngày 20 tháng 9 năm 2018, dự án chính thức vận hành thử liên động toàn toàn tuyến từ ga Yên Nghĩa đến ga Cát Linh và ngược lại, với thời gian chạy thử dự kiến kéo dài từ 3 đến 6 tháng. Ngày khai thác thương mại bị đẩy lùi sang trước tháng 2 năm 2019 (Tết Kỷ Hợi) do còn một số vướng mắc về hoàn thiện hồ sơ để nghiệm thu các hạng mục cũng như toàn bộ dự án. Các vướng mắc này do quy định khác nhau giữa hai nước. Tuy vậy, đến cuối tháng 1 năm 2019, dự án vẫn chưa được nghiệm thu xong và vẫn chưa có chứng nhận an toàn hệ thống. Thàng 2 năm 2019, Thứ trưởng Giao thông Vận tải Nguyễn Ngọc Đông cho biết dự án đi vào vận hành thương mại vào cuối tháng 4 năm 2019. Tuy nhiên đến cuối tháng 4 năm 2019, tuyến đường sắt vẫn chưa thể đi vào hoạt động do còn thiếu sót các hồ sơ kèm theo các hạng mục của dự án.

### Nghiệm thu
Đầu năm 2020, Đại diện Ban Quản lý dự án đường sắt (Bộ Giao thông Vận tải) thông báo dự án đang được nghiệm thu các hạng mục xây dựng, thiết bị. Bên cạnh việc bị ảnh hưởng bởi dịch COVID-19, tháng 6/2020, dự án tiếp tục gặp khó khăn khi tổng thầu Trung Quốc đề nghị thanh toán toàn bộ số tiền 50 triệu USD trước khi bàn giao cho phía Việt Nam. Theo Ban Quản lý dự án đường sắt trong báo cáo gửi Bộ Giao thông Vận tải, việc thanh toán phải tuân theo quy định hợp đồng EPC. Vì vậy, hai bên thống nhất sẽ tiếp tục nghiên cứu, rà soát các điều khoản hợp đồng và thống nhất các công việc thực hiện để sớm giải quyết khó khăn, vướng mắc.
Từ ngày 12 đến ngày 31 tháng 12 năm 2020, Tổng thầu EPC thực hiện việc chạy thử toàn tuyến trong 20 ngày liên tục. Toàn tuyến đã vận hành hơn 5 700 chuyến tàu an toàn với tổng số trên 70 000 km dưới sự giám sát của các đơn vị tư vấn giám sát, tư vấn độc lập ACT của Pháp, các cơ quan chức năng và Hội đồng nghiệm thu Nhà nước để kiểm tra, đánh giá các chỉ tiêu vận hành phục vụ công tác đánh giá an toàn, nghiệm thu kỹ thuật. Ngày 31 tháng 3 năm 2021, bắt đầu kiểm đếm, tiếp nhận hồ sơ, tài sản để bàn giao cho thành phố Hà Nội tiếp quản điều hành, thời gian dự kiến từ 3–4 tuần. Tuy nhiên, thời gian khai thác thương mại chính thức vẫn chưa được công bố.
Ngày 29 tháng 10 năm 2021, tại cuộc họp của Hội đồng kiểm tra Nhà nước, tất cả 9 thành viên của hội đồng đều chấp thuận kết quả nghiệm thu có điều kiện của Bộ Giao thông Vận tải để đưa Dự án đường sắt Cát Linh – Hà Đông (Hà Nội) vào khai thác giai đoạn đầu. Ngày 6 tháng 11 năm 2021, Tuyến 2A chính thức trở thành tuyến đường sắt đô thị đầu tiên tại Việt Nam được đưa vào khai thác thương mại.

## Giá vé
Vé tàu cho Tuyến 2A có 3 loại:

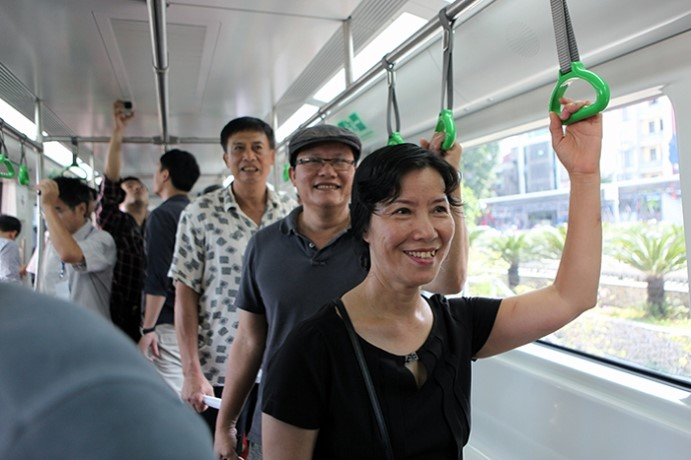
Hành khách trên tàu

- Vé tàu một lượt theo quãng đường di chuyển của hành khách, trong đó tối đa 15 000 đồng/lượt với toàn tuyến (ga Cát Linh) ⇔ ga Yên Nghĩa) và thấp nhất là 8 000 đồng với quãng ngắn nhất (2 ga cạnh nhau).
- Vé tàu trong ngày: 30 000 đồng/người, không giới hạn số lượt đi lại trên tuyến trong ngày.
- Vé tháng: có các mức 200 000 đồng/người cho hành khách phổ thông; 100 000 đồng/người cho học sinh, sinh viên, người lao động tại các khu công nghiệp. Người lao động tại các văn phòng, công sở, doanh nghiệp ngoài khu công nghiệp mua vé tháng theo hình thức tập thể, được áp dụng mức 140 000 đồng/người/tháng. Không giới hạn số lượt đi lại trên tuyến trong ngày.

Người có công, người cao tuổi, người khuyết tật, trẻ em dưới 6 tuổi, nhân khẩu thuộc hộ nghèo được miễn vé.

## Sự cố

### Quá trình thi công
- Vào 9 giờ 30 phút ngày 6 tháng 11 năm 2014, tại đường Nguyễn Trãi, quận Thanh Xuân, Hà Nội, đoạn đối diện với Viện Y học cổ truyền Việt Nam, hai thanh sắt "dài hàng chục mét" rơi xuống phương tiện đang lưu thông trên đường, làm 1 người chết và 2 người bị thương.[38]
- Khoảng 4 giờ ngày 28 tháng 12 năm 2014, tại đường Trần Phú, quận Hà Đông, Hà Nội, đoạn bến xe Hà Đông cũ, hệ thống sàn, đà giáo và bê tông xà mũ của trụ H7 đổ sụp xuống đường, làm một xe taxi chở 3 người mắc kẹt. Lực lượng cứu hộ, đơn vị thi công mất 11 giờ để đưa xe ra khỏi đống đổ nát. Xe taxi bị biến dạng nghiêm trọng, khung xe bị bóp méo, phần đầu bị vỡ nát. Không có thiệt hại về người.[39]
- Vào cuối năm 2014 cho đến đầu năm 2015, Sở Xây dựng Thành phố Hà Nội tiến hành chặt hơn 400 cây xà cừ và hàng chục cây khác trên tuyến đường Nguyễn Trãi với lý do đảm bảo an toàn cho đường sắt trên cao tuyến Cát Linh – Hà Đông và xây dựng nút giao thông 4 tầng Nguyễn Trãi – Khuất Duy Tiến – Nguyễn Xiển. Trong cuộc họp báo chiều ngày 27 tháng 3 năm 2015, ông Hoàng Dương Tùng, Phó tổng cục trưởng Tổng cục Môi trường, Bộ Tài nguyên và Môi trường cho biết dự án trên được đánh giá tác động môi trường từ năm 2008 và không đề cập tới nội dung chặt cây xanh đường Nguyễn Trãi, và dự án chưa có báo cáo đánh giá tác động môi trường bổ sung để chặt hạ số cây trên.[40] Đây là một phần của Vụ thay thế cây ở Hà Nội 2015.
- Khoảng 18 giờ 10 phút ngày 16 tháng 10 năm 2016, tại công trường thi công khu vực nhà ga Văn Quán, 1 công nhân rơi xuống đường và tử vong trong bệnh viện 1 ngày sau đó.[41]
- Khoảng 6 giờ 30 phút sáng ngày 6 tháng 1 năm 2017, tại nhà ga khu vực đường Láng, 1 công nhân rơi xuống đường và bị thương nặng.[41]

### Vận hành
- Vào lúc 9 giờ 43 phút ngày 11 tháng 2 năm 2023, một sự cố cảnh báo tín hiệu ghi đã xảy ra tại khu vực ga Cát Linh, khiến tuyến tàu điện phải tạm dừng đón khách ở 4 nhà ga. Đến 10 giờ 45 phút cùng ngay, toàn tuyến đã được khôi phục trở lại trạng thái ban đầu.[42]
- Khoảng 11 giờ 45 phút ngày 25 tháng 2 năm 2025, một tàu chạy hướng Yên Nghĩa đến Cát Linh bất ngờ bị dừng vì sự cố điều phối chạy tàu khiến toàn bộ hành khách phải xuống tàu tại ga Láng và được hoàn tiền vé. Sau hơn 10 phút khắc phục, toàn tuyến được vận hành bình thường[43].
- Khoảng 5 giờ 20 phút ngày 19 tháng 5 năm 2025, một tàu chạy gặp sự cố hệ thống điều khiển điều hòa không khí khiến cho việc thoát nước điều hoà không ổn định, dẫn đến chảy nước xuống dưới 1 toa hành khách. Các hành khác đã phải sử dụng ô để che hay di chuyển sang các toa khác. Con tàu sau đó bố trí tàu về Depot Phú Lương để kiểm tra và xử lý.[44]
- Vào ngày 24 tháng 5 năm 2025, mái nhà ga Yên Nghĩa bị thủng, khiến mưa tràn vào trong một trận mưa lớn. Sau đó, các báo cáo đã cho thấy mái nhà ga và các cơ sở vật chất bị hư hỏng khác là do trận bão Yagi từ tháng 9/2024 nhưng chưa được bảo trì, sửa chữa do sự chậm chễ, chưa tích cực phối hợp với các đơn vị liên quan để khắc phục kịp thời.[45] Sau đó, các hạng mục bị hư hỏng đã được sửa chữa, thay thế.[46]